# 간헐천

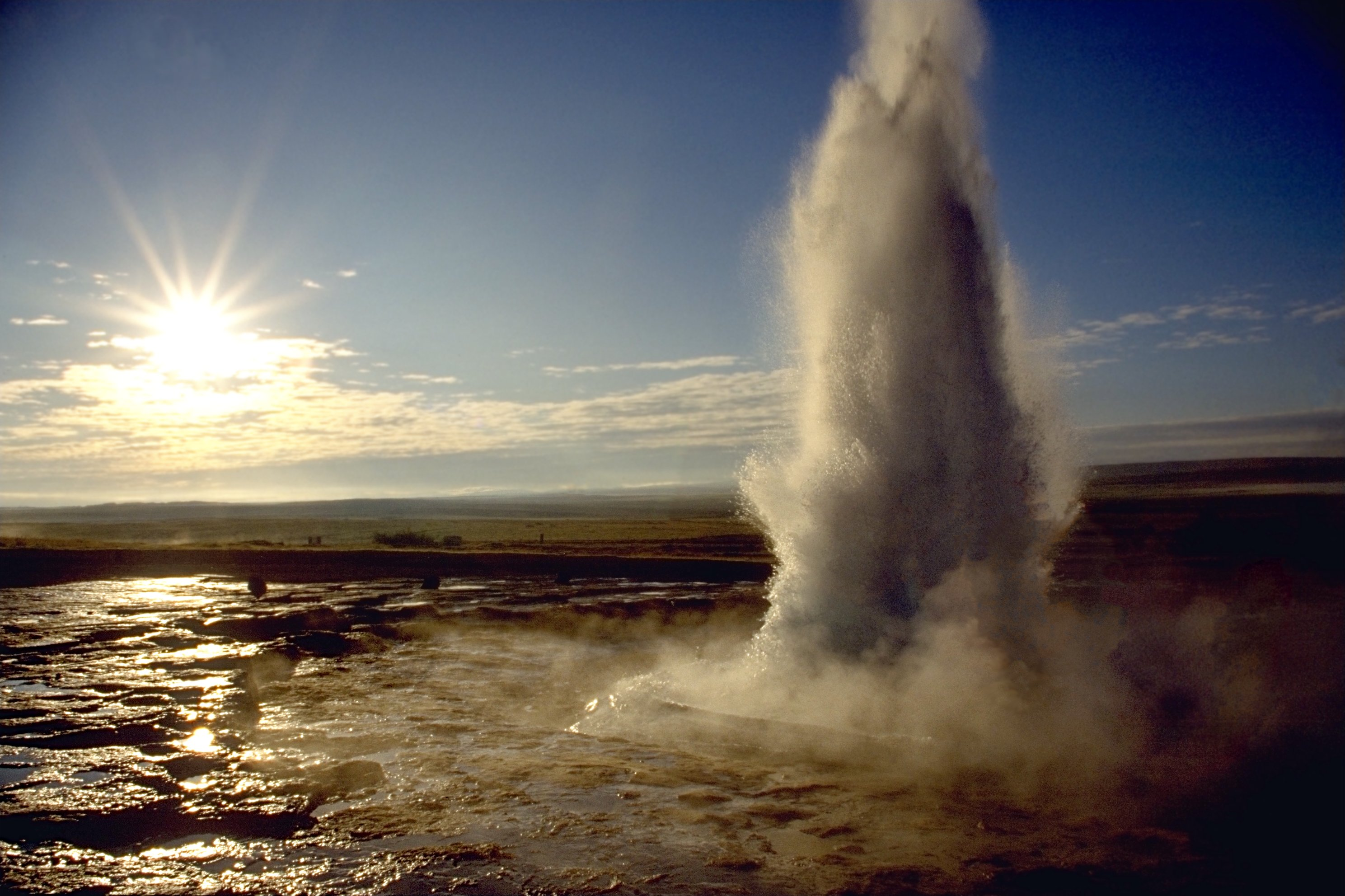
아이슬란드의 스트로퀴르(Strokkur) 간헐천

간헐천(間歇泉)은 뜨거운 암석층의 영향으로 증기의 압력에 의하여 지하수가 지면 위로 솟아오르는 온천이다. 일정한 시간 간격을 두고 간헐적으로 물을 뿜어낸다.(화산지형의 일종이다)
간헐천은 지구 외 다른 천체에도 그 존재가 확인된 바 있다. 예를 들어 토성의 위성 엔셀라두스에서는 얼음 물질이 지표면 위로 분출되며, 해왕성의 위성 트리톤 표면에도 간헐천의 존재가 확인되었다.

## 설명
간헐천은 증기와 함께 격렬하게 분출되는 간헐적인 물 배출이 특징인 샘이다. 매우 드문 현상으로, 간헐천의 형성은 지구상의 몇몇 장소에만 존재하는 특별한 수문지질학적 조건으로 인해 발생한다.
일반적으로 모든 간헐천 현장은 활화산 지역 근처에 위치하며 간헐천 효과는 마그마의 근접성으로 인해 발생한다. 일반적으로 지표수는 뜨거운 암석과 접촉하는 약 2,000미터(6,600피트)의 평균 깊이까지 내려간다. 결과적으로 가압된 물이 끓으면 뜨거운 물과 증기가 간헐천 표면 통풍구 밖으로 분사되는 간헐천 효과가 발생한다.
간헐천의 분출 활동은 간헐천 배관 내 진행 중인 광물 퇴적, 인근 온천과의 기능 교환, 지진 영향 및 인간 개입으로 인해 변경되거나 중단될 수 있다. 다른 많은 자연 현상과 마찬가지로 간헐천은 지구에만 있는 독특한 현상이 아니다. 종종 극저온 간헐천(cryogeyser)이라고 불리는 제트형 폭발은 태양계 외부의 여러 위성에서 관찰되었다. 주변 압력이 낮기 때문에 이러한 분출은 액체가 없는 증기로 구성된다. 가스에 의해 위로 운반되는 먼지와 얼음 입자로 인해 더 쉽게 볼 수 있다. 토성의 달인 엔셀라두스의 남극 근처에서 수증기 제트가 관찰되었으며, 해왕성의 위성 트리톤에서는 질소 분출이 관찰되었다.
화성의 남극 만년설에서 이산화탄소가 분출되는 징후도 있다. 엔셀라두스의 경우, 기둥은 내부 에너지에 의해 추진되는 것으로 믿어진다. 화성과 트리톤의 분출의 경우 고체 온실 효과를 통한 태양열 가열의 결과일 수 있다. 세 가지 경우 모두 분기공과 같은 다른 종류의 분출구와 육상 간헐천을 구별하는 지하 수문 시스템에 대한 증거가 없다.

## 형태와 기능
간헐천은 비영구적인 지질학적 특징이다. 간헐천은 일반적으로 화산 지역과 연관되어 있다. 물이 끓으면서 발생하는 압력으로 인해 과열된 증기와 물 기둥이 간헐천의 내부 배관을 통해 표면으로 올라간다. 간헐천의 형성에는 특히 화산 지형에서 일반적으로 발견되는 세 가지 지질 조건, 즉 강렬한 열, 물 및 배관 시스템의 조합이 필요하다.
간헐천 형성에 필요한 열은 지구 표면에 가까워야 하는 마그마에서 나온다. 가열된 물이 간헐천을 형성하려면 배관 시스템(균열, 균열, 다공성 공간, 때로는 구멍으로 구성)이 필요하다. 여기에는 물이 가열되는 동안 물을 담을 수 있는 저장소가 포함된다. 간헐천은 일반적으로 단층을 따라 정렬된다.

## 상업화
간헐천은 발전, 난방, 관광 등 다양한 활동에 사용된다. 전 세계적으로 많은 지열 매장량이 발견된다. 아이슬란드의 간헐천 밭은 세계에서 가장 상업적으로 이용 가능한 간헐천 지역 중 일부이다. 1920년대부터 간헐천에서 나오는 뜨거운 물은 온실을 가열하고 아이슬란드의 혹독한 기후에서 재배할 수 없는 식량을 재배하는 데 사용되었다. 간헐천에서 나오는 증기와 뜨거운 물은 아이슬란드에서 1943년부터 주택 난방에 사용되기도 했다. 1979년 미국 에너지부(DOE)는 다양한 연구 프로그램과 지열 대출 보증 프로그램을 통해 캘리포니아 칼리스토가 근처의 "간헐천-칼리스토가 알려진 지열 자원 지역"(Geysers-Calistoga Known Geothermal Resource Area, KGRA)에서 지열 에너지 개발을 적극적으로 장려했다. 본 부서는 지열 개발이 환경에 미칠 수 있는 잠재적 영향을 평가할 법적 의무가 있다.

## 같이 보기
- 온천
- 머드팟

## 참고 자료
- 이 문서에는 다음커뮤니케이션(현 카카오)에서 GFDL 또는 CC-SA 라이선스로 배포한 글로벌 세계대백과사전의 내용을 기초로 작성된 글이 포함되어 있습니다.